# جون فاهي
جون فاهي (بالإنجليزية: John Fahy)‏ هو لاعب كرة قدم ومدرب كرة قدم بريطاني، ولد في 13 مايو 1943. لعب مع كامبريدج يونايتد.